# Jurisprudence islamique

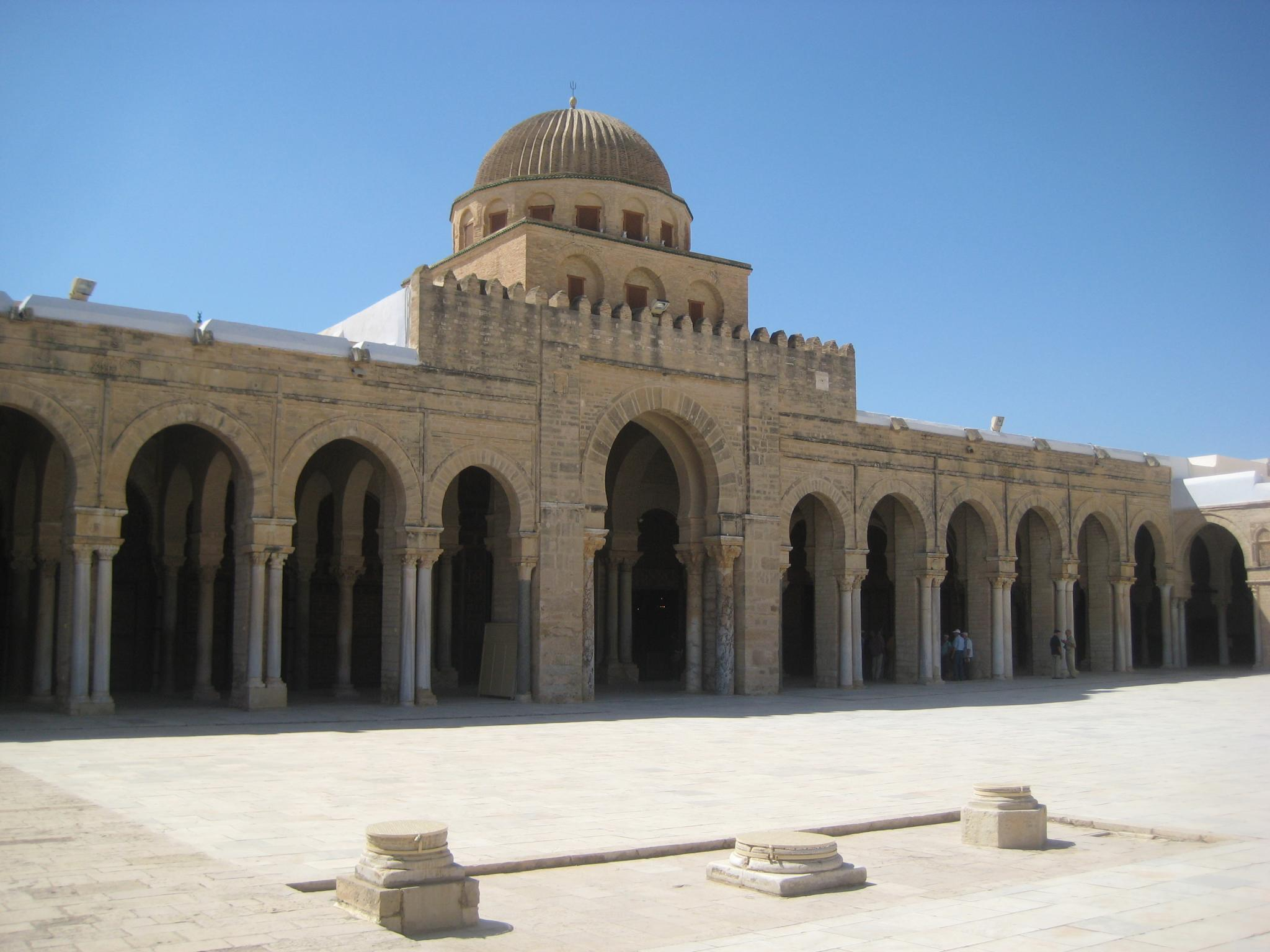
La grande mosquée de Kairouan en Tunisie (également appelée mosquée Oqba Ibn Nafi), berceau de l'islam sunnite en Afrique du Nord, a constitué entre le IXe siècle et le XIe siècle l'un des plus grands centres d'enseignement de la jurisprudence islamique, en particulier celle malékite,.

Le fiqh (arabe : fiqh, فقه : dérive du verbe signifiant comprendre) est l'interprétation temporelle des règles de la charia. Il est quelquefois traduit par droit musulman, jurisprudence islamique ou science du droit islamique, par référence aux avis juridiques pris par les juristes de l'islam. Il s'agit d'une compréhension du message de l'islam sur le plan juridique, bien qu'il ne s'y limite pas. Le savant en matière de fiqh, se nomme faqîh (arabe : faqīh, فقيه).
Le fiqh, ou plus exactement les fiqh, ensembles codifiés de règles pour la plupart figées à la fin du Ve siècle de l'Hégire (Xe siècle), différent des siyasa, ou siyasa sharia, qui désignent la mise en place du droit musulman par les États, par voie administrative, ou encore les régulations administratives portant sur des domaines non régulés par le droit musulman (considérés comme neutres à cet égard par les « docteurs de la loi », et légitimées par le bien commun, ou maslaha). Ainsi, des kanuns (« codes ») étaient promulgués par le calife dans l'Empire ottoman, et les juristes ottomans considéraient que leur légitimité dérivait de la volonté du sultan (et non de Dieu) .

## Définitions, articulation entre fiqh et charia
Les deux mots charia et fiqh étant polysémiques et ayant donné lieu à une multitude d'interprétations et de définitions par les savants islamiques, il n'existe pas réellement dans le détail de consensus sur la relation entre les deux. Pour ibn Manzûr (1233-1312), « le terme fiqh signifie la perspicacité, la compréhension et la maîtrise d'un savoir quel qu'il soit ». S'il n'apparaît pas en tant que tel dans le Coran, le verbe dérivé, fhq lui y est présent à vingt reprises. Tareq Oubrou décline les conceptions proposées par différents auteurs. Certains incluent le fiqh dans la Charia, comme Chaarany. L'imam Chawkany lui, considère que « les charias » sont des ensembles de dogmes communs à toutes les religions monothéistes (unicité, résurrection et prophétologie), auxquelles il convient d'opposer les formes différentes prises par les lois cultuelles et juridiques. Tareq Oubrou conclut que le fiqh, « compréhension profonde de la vérité des choses », qu'il traduit par « canonisme », est « dans son acception scolastique classique se présente donc à la fois comme une lecture de la charia et se borne à classer les actes des individus responsables selon cinq degrés […] C'est une photographie de la charia prise dans un temps donné dans un contexte donné. ». Pour Éric Chaumont, « les différents fiqh-s [sont] des systèmes normatifs englobant la totalité des actes humains et consignés dans une monumentale littérature légale ».

## Les différentes écoles
Il existe plusieurs écoles ou madhhab (voie) de fiqh, tant dans la branche du sunnisme que dans celle du chiisme. Ces écoles prennent généralement le nom du juriste qui les a fondées. Celui-ci n'avait généralement pas pour but que ses décisions soient imitées sans mise à jour contextuelle.
Le concept de taqlid, c’est-à-dire « suivre sans en connaître les principes directeurs » ou « imitation aveugle » selon d'autres, étant bien souvent apparue après leur existence.
Les quatre principales écoles du sunnisme aujourd'hui, sont :
- le hanafisme fondée par l'imam Abû Hanifa (699-767), faisant à sa création une large part au jugement personnel (ra'y) et au raisonnement par analogie (qiyas), mais acceptant l'approbation (istihsan). Il est répandu en Irak, Syrie, Turquie, Afghanistan, Inde, Pakistan et Chine[9] ;
- le malikisme fondée par l'imam Malik (~715-~795), se retrouve dans une grande partie de l'Afrique, dont le Soudan[9] ;
- le chaféisme fondée par l'imam Chafii (767-820), suivi en Égypte, Arabie du Sud hors Arabie saoudite, Erythrée, Somalie, Indonésie, Malaisie, Philippines, Vietnam et Thaïlande[9] ;
- le hanbalisme fondée par l'imam Hanbal (780-855), élève de Chafii. Elle rejette toute idée d'innovation (bida'), et réduit la part du raisonnement par analogie et de l'opinion personnelle aux cas jamais abordés, leur préférant l'emploi de hadiths même jugés peu fiables. C'est la seule école reconnue par l'Arabie saoudite[9]

Ces quatre écoles partagent la plupart de leurs lois, mais différent sur les hadiths qu'elles acceptent comme authentiques et sur le poids relatif attribué aux analogies (qiyas) utilisées pour décider des cas difficiles. Ces écoles différent également quant aux sources de leur droit.
Côté chiite, il existe au moins deux principales écoles :
- le jafarisme ou école imanite, fondée par l'imam Ja`far as-Sâdiq, qui domine en Iran, en Iraq et en Inde[9] ;
- le zaïdisme, qui se réclame de Zayd ibn Ali, dominante au Yémen chez les chiites[9].

## Principes
Les Usul al-Fiqh (ar. أصول الفقه) sont les principes utilisés pour pratiquer la jurisprudence islamique. Cette méthodologie permet d'inférer, à partir de sources définies comme légitimes, des règles nouvelles pour des cas encore inédits.

## Branches

### Héritage
(juillet 2021).
- Si vous ne connaissez pas le sujet, laissez ce bandeau (vous pouvez alors contacter les auteurs).
- Si vous supprimez le contenu mis en cause (vous pouvez préalablement contacter les auteurs),

argumentez précisément cette suppression dans la page de discussion
(un manque de référence n'est pas un argument ; une recherche réelle de référence doit avoir été effectuée, être formellement documentée).